# Malarich (Offizier)
Malarich (auch Malaric, latinisiert Malaricus oder Malarichus) war ein hoher Offizier des Römischen Reiches im 4. Jahrhundert n. Chr.
Malarich war Franke. Er ist im Geschichtswerk des spätantiken Historikers Ammianus Marcellinus bezeugt. Ammianus erwähnt ihn zunächst im Jahr 355, als Malarich bereits Kommandeur (tribunus) der Gentiles war. Diese gehörten zu den scholae palatinae, den berittenen Leibgarden des römischen Kaisers Constantius II. Diese wurden häufig aus germanischen oder anderen „barbarischen“ Stämmen rekrutiert.
Ein anderer Franke in hoher militärischer Position war Silvanus, der als Heermeister (magister militum) in Gallien eingesetzt war. Silvanus wurde zu dieser Zeit Opfer einer Palastintrige: Dynamius, Verwalter der Lasttiere des kaiserlichen Hofes, beschuldigte Silvanus, selbst Kaiser sein zu wollen und eine Usurpation geplant zu haben. Malarich und Mallobaudes, ein weiterer Franke am Hof, der sich zu dieser Zeit in Mediolanum (Mailand) aufhielt, setzten sich für Silvanus ein: Malarich bot an, seine Familie als Geiseln am Hof zu hinterlassen und selbst mit Mallobaudes nach Gallien zu gehen, um Silvanus an den Hof zurückzuholen. Dynamius fälschte sogar Briefe des Malarich an Silvanus, die eine Verschwörung der beiden gegen Constantius II. belegen sollten. Malarich, der mittlerweile auch um seine eigene Sicherheit fürchtete, versammelte die zahlreichen Franken am Hof um sich und es gelang ihm, die falschen Anschuldigungen zu widerlegen. Silvanus allerdings fürchtete weiterhin um sein Leben und ließ sich deshalb tatsächlich zum Kaiser ausrufen. Er wurde schon nach weniger als einem Monat von Truppen des Constantius (unter Beteiligung des Ammianus Marcellinus, der damals als Offizier im römischen Heer diente) ermordet.
Malarich wird erst wieder im Jahr 363 erwähnt. Inzwischen waren Constantius II. und auch sein Nachfolger Julian gestorben. Der neue Kaiser Jovian wollte Malarich zum magister militum per Gallias ernennen, zum Heermeister in dem Reichsteil, der neben Gallien auch die germanischen Provinzen mit der Grenze zur Germania magna umfasste. Er wollte damit den Heermeister Iovinus ersetzen, dessen Treue zum neuen Kaiser unsicher war. Malarich hielt sich zu dieser Zeit in Italien auf, lehnte die neue Würde jedoch ab. Danach wird er nicht mehr erwähnt.